# Bàn Tân Định
Bàn Tân Định là một xã thuộc huyện Giồng Riềng, tỉnh Kiên Giang, Việt Nam.

## Địa lý
Xã Bàn Tân Định nằm ở phía bắc huyện Giồng Riềng, có vị trí địa lý:
- Phía đông giáp huyện Tân Hiệp và xã Thạnh Bình
- Phía tây và phía bắc giáp huyện Châu Thành
- Phía nam giáp xã Bàn Thạch và xã Thạnh Hòa.

Xã Bàn Tân Định có diện tích 34,06 km², dân số năm 2020 là 12.935 người, mật độ dân số đạt 380 người/km².

## Hành chính
Xã Bàn Tân Định được chia thành 6 ấp: Năm Chiến, Nguyễn Tấn Thêm, Nguyễn Văn Rổ, Sở Tại, Tràm Chẹt, Trần Văn Nghĩa, Xẻo Cui.

## Lịch sử
Sau năm 1975, Bàn Tân Định là một xã thuộc huyện Giồng Riềng.
Ngày 27 tháng 9 năm 1983, Hội đồng Bộ trưởng ban hành Quyết định số 107-HĐBT về việc chia xã Bàn Tân Định thành 2 xã lấy tên là xã Bàn Tân Định và xã Bàn Thạnh.
Ngày 31 tháng 5 năm 1991, Ban Tổ chức Chính phủ ban hành Quyết định số 288-TCCP về việc sáp nhập xã Bàn Thạch vào xã Bàn Tân Định.
Ngày 14 tháng 11 năm 2001, Chính phủ ban hành Nghị định số 84/2001/NĐ-CP về việc thành lập xã Bàn Thạch trên cơ sở 2.106,4 ha diện tích tự nhiên và 9.663 nhân khẩu của xã Bàn Tân Định.
Sau khi điều chỉnh địa giới hành chính thành lập xã Bàn Thạch, xã Bàn Tân Định còn lại 3.289,3 ha diện tích tự nhiên và 11.364 nhân khẩu.